# 마스야마 가야노
나카무라 가야노(일본어: 中村 加弥乃, 1994년 2월 10일 ~ )는 여성 아이돌 그룹 AKB48의 전 팀A의 멤버. 애칭은 「카야」. 스타더스트 프로모션 소속.
2011년에 활동 휴지, 2013년 7월 공개의 한 영화에서 활동 재개.